# Dallah (cucina)

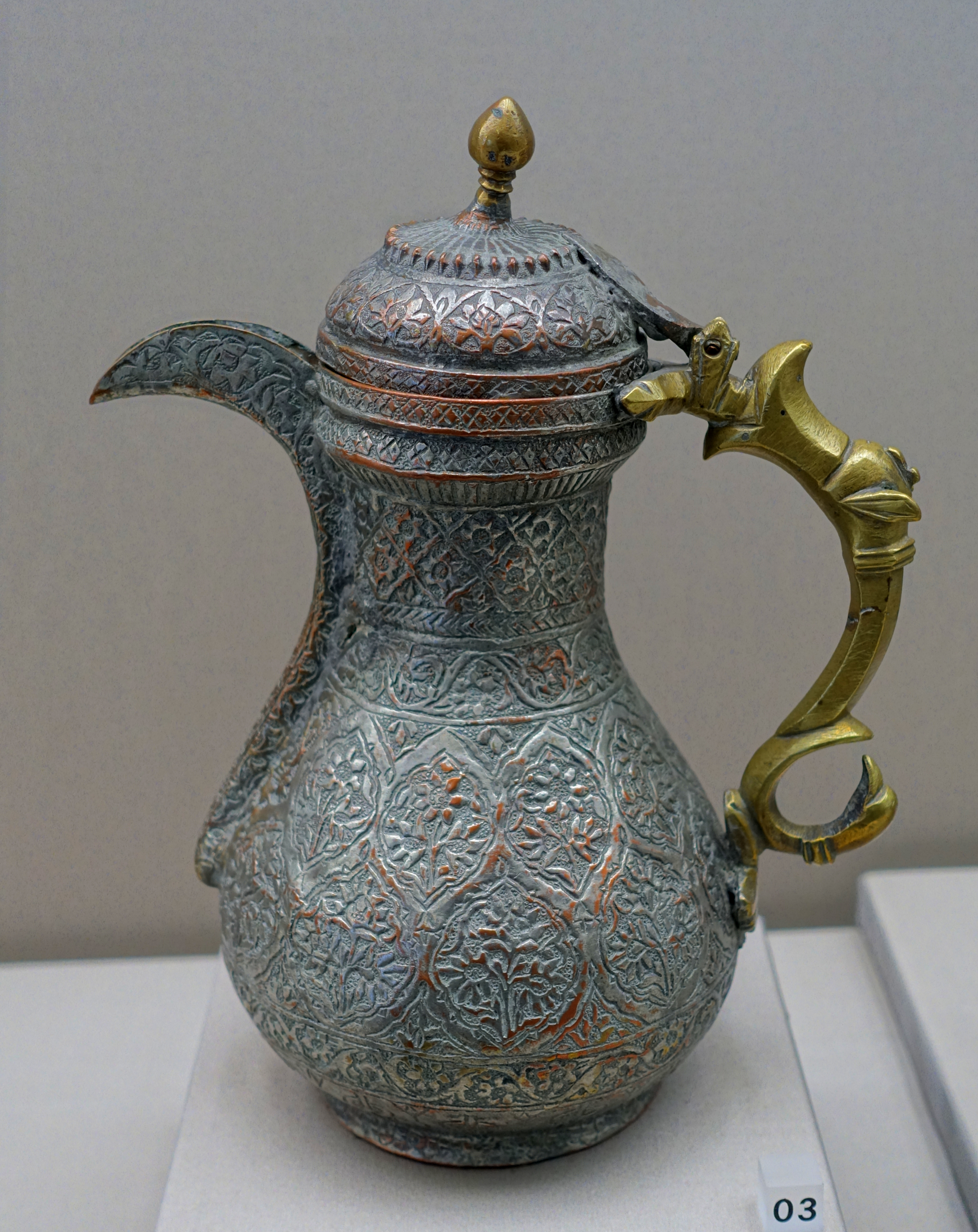
Una dallah ottocentesca esposta al Germanisches Nationalmuseum di Norimberga (Germania)

La dallah (in arabo دلة‎?) è una caffettiera tradizionale araba usata per preparare e servire il caffè arabo.

## Storia
Sebbene le sue origini non siano chiare, le prime testimonianze in cui si parla di dallah in riferimento al recipiente risalgono alla metà del XVII secolo.[5] Per tradizione, le dallah vengono usate nella penisola arabica dai beduini, che, in passato, preparavano il caffè seguendo un particolare rituale in più fasi. Ancora oggi, quei nomadi preparano il caffè ai loro ospiti in segno di ospitalità e generosità oltre che per esibire la loro ricchezza. In gran parte del Medio Oriente, il caffè viene servito ad amici, familiari e partner commerciali, e in occasione di riti di passaggio, fra cui nascite, matrimoni e funerali, nonché durante alcuni incontri di lavoro. Oggi i paesi del Golfo Persico attribuiscono grande importanza alle dallah, ed esse sono raffigurate su diverse opere d'arte e monete.

## Caratteristiche
La dallah ha una base bulbiforme che si allarga sulla sommità, presenta un coperchio a forma di cuspide sormontato da un alto pinnacolo, e può essere afferrata utilizzando un manico sinuoso. La caratteristica più distintiva della dallah è però il lungo beccuccio a mezzaluna che, in taluni casi, è coperto nella parte superiore per far sì che il caffè rimanga caldo più a lungo. Tuttavia, le dallah tradizionali hanno il beccuccio aperto affinché si possa vedere il caffè mentre viene versato. Spesso le dallah sono ricche di decorazioni fra cui incisioni (motivi geometrici, piante e fiori stilizzati, scene d'amore tratte dalla poesia araba), pietre semipreziose e avorio. Le dallah possono essere fatte in vari materiali, fra cui ottone, acciaio, argento, e persino oro da 24 carati quando vengono usate durante le occasioni speciali o appartengono ai ceti più ricchi.